# Sechswochenamt
Das Sechswochenamt, auch Sechswochenseelenamt, ist in der römisch-katholischen Kirche eine heilige Messe, die mancherorts sechs Wochen nach dem Tod oder dem Tag der kirchlichen Begräbnisfeier zum Gedenken an den Verstorbenen gefeiert wird.
Die Zeitspanne ist angelehnt an ein Totengedenken am 30., später am 40. Tag nach dem Tod, das bereits in der Antike als Totenmahl gehalten wurde. In der römisch-katholischen Kirche wird das Gedenken in Form einer heiligen Messe (Seelenamt) gefeiert und als Läuterungshilfe für die armen Seelen im Fegefeuer verstanden. In der lateinischen Kirche und in der Ostkirche ist der 40. Tag bis heute ein wichtiger Termin für das Gedenken an individuelle Verstorbene. Das Sechswochenamt markiert das Ende der ersten Trauerphase für die Hinterbliebenen und verweist auf die christliche Hoffnung, dass die verstorbene Person im Frieden Gottes lebt.
In der Schweiz gibt es in der katholischen Kirche die vergleichbare Tradition des sogenannten Dreissigsten, eines Gedächtnisgottesdienstes zum Gedenken an den Verstorbenen um den 30. Tag nach dem Tod.
In der orthodoxen Kirche ist es üblich, der Verstorbenen am 3., 9. und 40. Tag nach ihrem Tod besonders zu gedenken.
Das erste Jahresgedächtnis (auch Jahrzeit, Jahresamt oder Jahrgedächtnis), das ebenfalls in einer Heiligen Messe ein Jahr nach dem Tod begangen wird, schließt das traditionelle Trauerjahr ab.